# Journée des vétérans et des combattants tombés pendant la guerre des Malouines

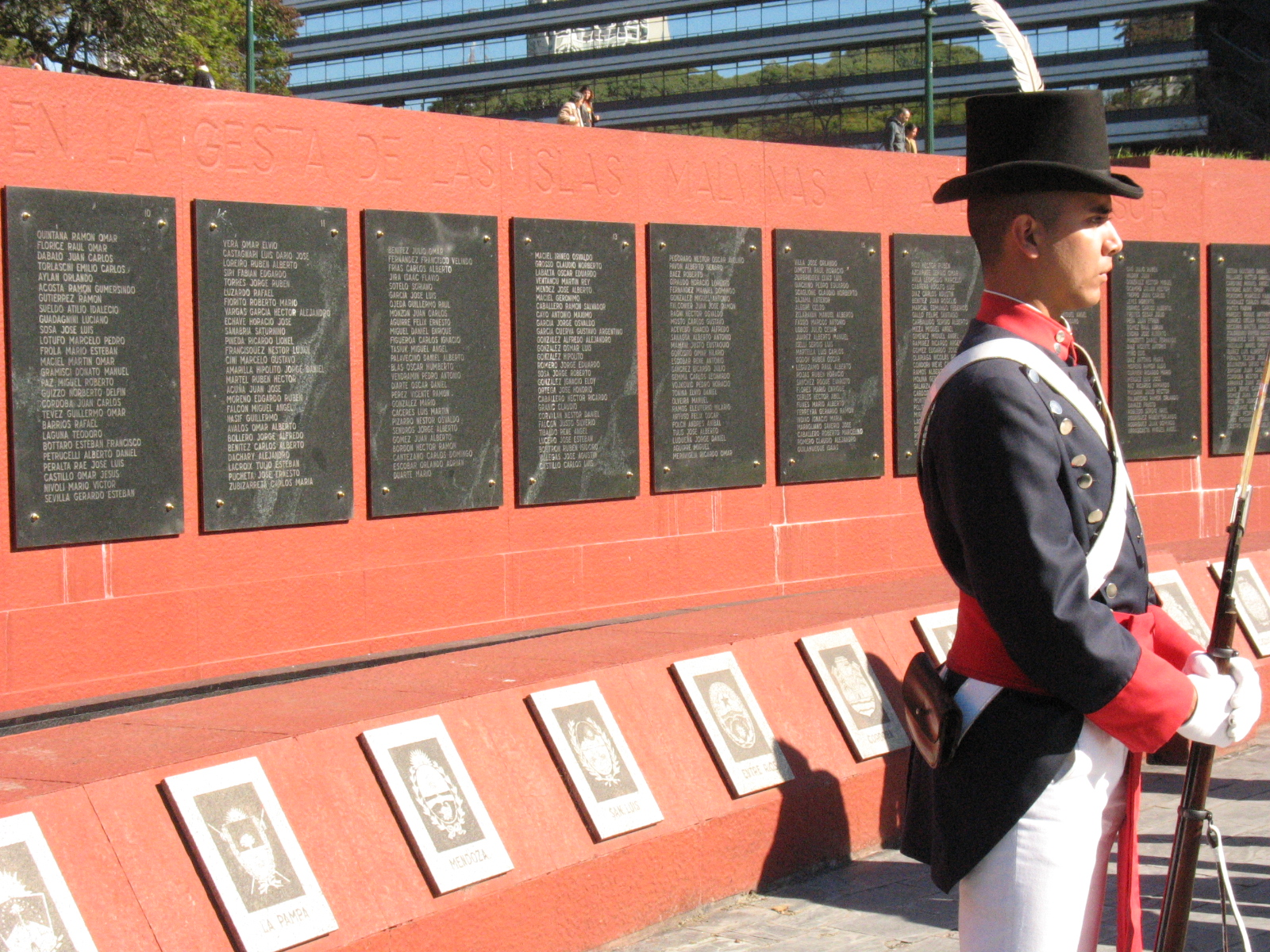
Mémorial aux soldats tués pendant la guerre à Buenos Aires.

La Journée des vétérans et des combattants tombés pendant la guerre des Malouines (en espagnol : Día del Veterano y de los Caídos en la Guerra de Malvinas) est célébrée tous les ans le 2 avril en Argentine. 
Créée par la loi no 25.370 de novembre 2000, elle est depuis juin 2006 un « jour férié national inamovible », ne pouvant être déplacé au lundi précédent ou suivant pour former un long week-end.
Le choix de cette date est destiné à commémorer le 2 avril 1982, le jour où les Forces armées argentines ont débarqué sur les îles Malouines avec pour objectif de reprendre ce territoire, sous domination britannique depuis 1833.

## Antécédents
Depuis le mois de mars 1983, il existait un jour férié célébré le 2 avril sous le nom de Día de las Islas Malvinas, Georgias del Sur y Sandwich del Sur (« Journée des îles Malouines, de la Géorgie du Sud et des îles Sandwich du Sud »), qui avait été créé par la loi no 22.769 et qui pouvait être déplacé au jour ouvrable suivant lorsqu'il coïncidait avec une fête religieuse. Cette célébration sera déplacée au 10 juin à la suite du décret 901/84.
Ainsi, la loi fédérale no 24160 de 1992 déclare la journée du 2 avril comme Día del Veterano de Guerra.